# Johann Philipp Achilles Leisler
Johann Philipp Achilles Leisler (1º agosto 1771  o 1772 – 8 dicembre 1813) è stato un naturalista tedesco.
Ha classificato un gran numero di specie di uccelli, tra cui il gambecchio di Temminck, che venne così battezzato in onore dell'amico Coenraad Jacob Temminck. Il suo nome è commemorato dal pipistrello di Leisler, Nyctalus leisleri, descritto per la prima volta da Heinrich Kuhl.
Sua figlia, Luise von Ploennies, divenne una nota poetessa e drammaturga.